# Эмине-Баир-Хосар
Эмине́-Баи́р-Хоса́р (укр. Еміне-Баїр-Хосар, крымскотат. Emine Bayır Hasar, Эмине Байыр Хасар) — карстовая (вымывная) пещера вертикального типа, расположена недалеко от Мраморной пещеры на нижнем плато массива Чатыр-Даг в Крыму. Пещера открыта в 1927 году. Основной маршрут составляет порядка 700 метров и занимает около полутора часов, пролегает по Озёрному залу, Залу идолов, залу Сокровищница, залу Кечкемет и другим.
Наиболее красивые, но и труднодоступные нижние галереи пещеры — природный минералогический музей-заповедник Крыма.

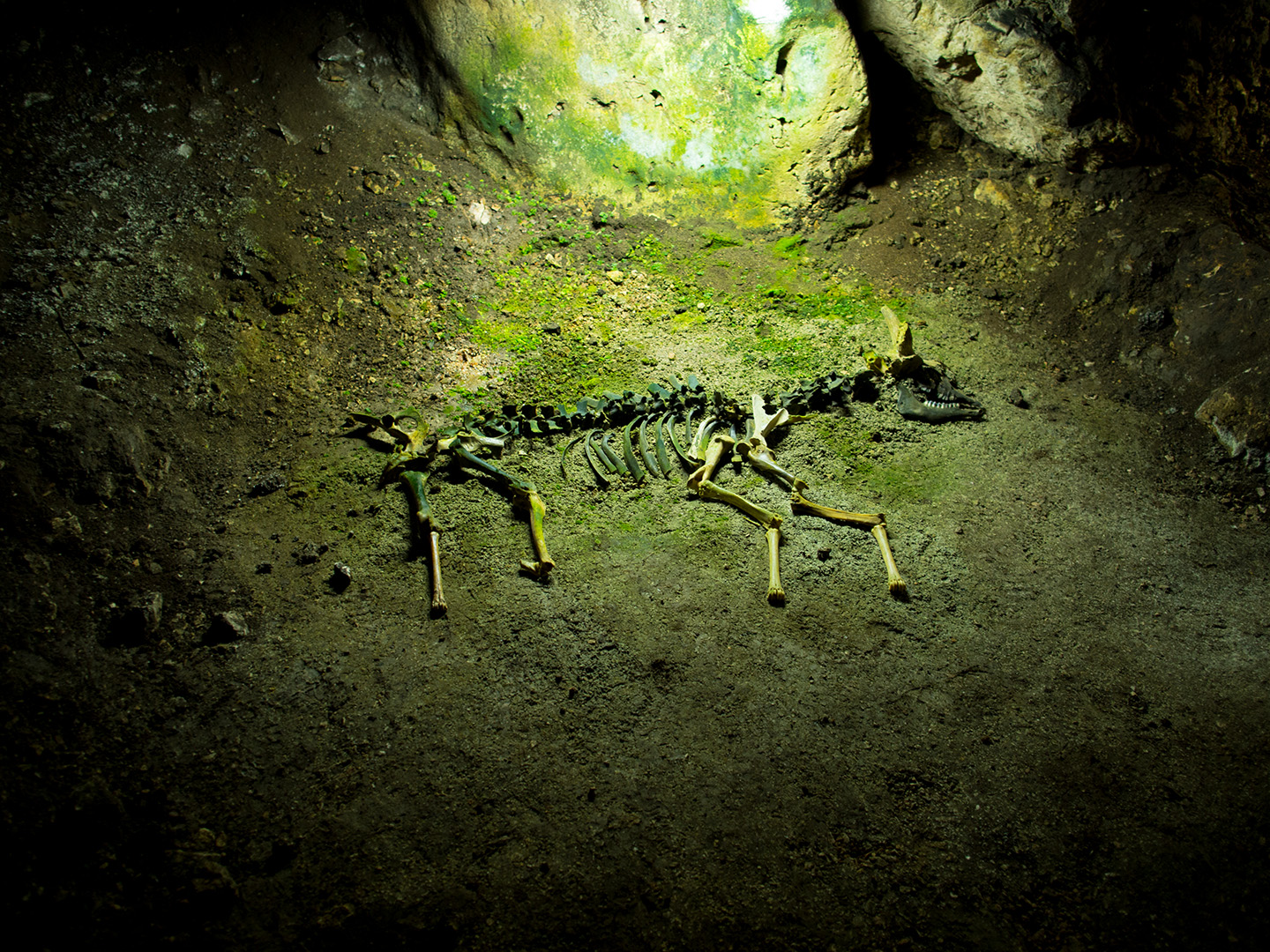
Останки животного ледникового периода в пещере Эмине-Баир-Хосар.

## Название
Название пещеры означает в переводе с крымскотатарского языка «воронка [у] холма Эмине» (Эмине — распространённое крымскотатарское женское имя, bayır — холм, hasar — воронка, провал).